# Anthony J. Alvarado
Anthony John Alvarado (10 de junio de 1942 – 1 de enero de 2024) fue un educador y administrador estadounidense que se desempeñó de 1983 a 1984 como Canciller de Escuelas de la Ciudad de Nueva York, supervisando la operación del distrito escolar público más grande de los Estados Unidos como el primer canciller hispano del sistema escolar. Se vio obligado a renunciar a raíz de cargos de mala conducta profesional e irregularidades financieras.

## Biografía
Alvarado nació el 10 de junio de 1942 en el South Bronx, donde asistió a la Escuela Católica St. Anselm y a la Fordham Preparatory School. Obtuvo una licenciatura y una maestría en inglés de la Fordham University, y tomó clases adicionales de educación en Hunter College. Comenzó en las Escuelas Públicas de la Ciudad de Nueva York en una escuela en el Bronx y pasó un año enseñando en la James Monroe High School. Después de una serie de puestos administrativos y ascensos en la sede de la Junta de Educación en Livingston Street y en el Distrito 9, fue nombrado en 1973 superintendente del Distrito 4, que cubría la comunidad mayoritariamente afroamericana e hispana de East Harlem en Manhattan.
Durante una década al frente del Distrito 4, que contaba con 14,000 estudiantes, Alvarado estableció programas de escuela dentro de la escuela que permitieron a los estudiantes especializarse en su área de interés preferida, un programa que ayudó a atraer la asistencia de estudiantes que vivían fuera del distrito. Durante su mandato en el distrito, el doble de estudiantes estaban leyendo a nivel de grado, creciendo del 25% al 48% de 1979 a 1982. En reconocimiento a sus logros, recibió un premio de $5,000 en 1981 del Fund for the City of New York.
Alvarado reemplazó muchas de las posiciones de supervisión en el distrito con educadores hispanos. Una queja de 1975 contra el distrito presentada ante la División de Derechos Humanos del Estado de Nueva York encontró que el distrito había discriminado cuando reemplazó a un director escolar blanco y ordenó que fuera reinstalado con pago retroactivo y plena antigüedad. El presidente del Consejo de Supervisores y Administradores, que representa a los supervisores, dijo a The New York Times que había habido otros conflictos con Alvarado con respecto a sus cambios de personal a nivel de subdirector y director. En 1977, el entonces canciller Irving Anker criticó el número de administradores altamente remunerados en el personal del distrito, aunque Alvarado argumentó que eran necesarios para implementar los cambios y mejoras académicas que él puso en marcha y que el gasto estaba en línea con el de otros distritos.
Alvarado fue nombrado Canciller de Escuelas de la Ciudad de Nueva York en abril de 1983. Se comprometió a mejorar las escuelas secundarias públicas de la ciudad de Nueva York y buscó implementar en los 32 distritos escolares de la ciudad muchas de las innovaciones que había planeado en el Distrito 4.
En un informe emitido en marzo de 1984 por el Departamento de Investigación de la Ciudad de Nueva York, Alvarado fue acusado de pedir prestados $88,000 a empleados bajo su supervisión "de una manera que era inherentemente coercitiva y frecuentemente engañosa", de permitir que los empleados que le habían prestado dinero ganaran cantidades excesivas de pago por horas extras y de haber utilizado a empleados escolares para fines personales, incluyendo haber hecho que empleados del distrito pintaran su casa. También fue acusado de haber hecho declaraciones falsas en solicitudes de préstamos, de no pagar multas de estacionamiento e impuestos sobre la propiedad, y de no haber declarado $128,000 en ganancias de capital y reembolsos de impuestos en declaraciones al Servicio de Impuestos Internos. Alvarado dijo que muchas de las violaciones eran de naturaleza técnica y ocurrieron porque estaba ocupado trabajando de 60 a 80 horas a la semana como Canciller de Escuelas. Citando el ejemplo de pagar para que su oficina fuera pintada con fondos que habían sido designados para el pago de horas extras, Alvarado argumentó que "al elegir entre hacer el trabajo o no violar un procedimiento técnico, elegí hacer el trabajo". Alvarado dijo a la revista Time que "nunca usé fondos públicos ni el sistema público para beneficio personal".
Alvarado renunció como Canciller de Escuelas en mayo de 1984 a raíz de los cargos de mala conducta profesional y Nathan Quinones fue seleccionado como Canciller, habiendo servido en el puesto de manera interina después de que Alvarado se pusiera en licencia dos meses antes. Mientras Quinones había sido relegado a un papel menor bajo Alvarado, una vez que Quinones se convirtió en Canciller interino, removió a varios administradores vinculados a Alvarado y restauró la estructura de administración de las escuelas secundarias que Alvarado había eliminado.

## Vida personal y muerte
Su esposa, Ellen Kirshbaum, dirigió la Escuela de Artes Escénicas de East Harlem y más tarde trabajó como enlace comunitario para el Distrito Escolar Comunitario 4. Alvarado vivía con su esposa y dos hijos en Park Slope, Brooklyn, junto con dos hijos de su primer matrimonio.
Alvarado murió el 1 de enero de 2024 en su casa en Coronado, California, debido a cáncer de sangre y neumonía. Tenía 81 años.